# Do Re Mi (Nirvana)
Do Re Mi ook soms aangegeven als "Dough, Ray and Me" is vermoedelijk een van de allerlaatste muzikale opnames door Kurt Cobain voor diens zelfmoord in Seattle. Het liedje stond echter wel gepland om uit te komen als volwaardige single van Nirvana ter gelegenheid van het Lollapalooza festival van 1994. Maar door interne discussies in de band en later door Cobains overlijden werd er nooit op het festival gespeeld en is er vermoedelijk nooit een studio-opname van het liedje gemaakt.
Het demo-lied is opgenomen op een gewone taperecorder en is volledig akoestisch gespeeld door Kurt Cobain in diens woning in Seattle rond de periode maart-april 1994. Het geluid van de opname is echter niet van hoge kwaliteit.
Lange tijd is het lied samen met andere onuitgebrachte liedjes zoals "You Know You're Right" geheimgehouden in een kluis tussen allerhande cassettes met demomateriaal. Voor véél Nirvana-fans was het dan ook een heel grote verrassing dat het liedje effectief bleek te bestaan toen het eind 2004 werd uitgebracht op "Nirvana - With The Lights Out CD/DVD box" (3CD - 1 DVD)